# Contea di Debao
La contea di Debao (德保县S, Débǎo XiànP) è una contea della Cina, situata nella regione autonoma di Guangxi e amministrata dalla prefettura di Baise.